# Нощни усойници
Нощните усойници (Causus) са род влечуги от семейство Отровници (Viperidae).
Таксонът е описан за пръв път от Йохан Георг Ваглер през 1830 година.

## Видове
- Causus bilineatus
- Causus defilippii
- Causus lichtensteinii – Жабешка усойница на Лихтенщайн
- Causus maculatus
- Causus rasmusseni
- Causus resimus
- Causus rhombeatus